# متلازمات الصرع
يتم تقسيم الأشخاص الذين يعانون من الصرع إلى عدة متلازمات بناء على بعض المظاهر السريرية الخاصة. هذة المظاهر تتضمن السن الذي بدأ فيه ظهور نوبات الصرع، أنواع نوبات الصرع و نتائج الرسم الكهربائي للمخ من ضمن أشياء أخرى. يفيد التعرف على متلازمة الصرع في معرفة الأسباب التي أدت إلى المتلازمة واالأدوية التي تهدىء من نوبات الصرع. كما تم تشخيص نوبات الصرع بشكل أكبر في الرضع والأطفال، بعض الأمثلة من متلازمات الصرع تتضمن صرع رولانداك الحميد (2.8 من 100,000)، صرع تشايلدهود ابسينس (0.8 من 100,000) وصرع جوفنيل ميوكلونيك (0.7 من 100,000). أن بعض أنواع الصرع العنيفة التي تؤدي إلى اختلال وظيفي بالمخ تسمى بالاعتلال الدماغي. كما إن هذه المتلازمات مصاحبة بشكل مستمر بنوبات صرع غير مستجيبة للعلاج ووجود اعتلال شديد بالإدراك مثل متلازمة لينوكس جاستاوت ومتلازمة ويست.

## تصنيف متلازمات الصرع
يتم تصنيف متلازمات الصرع بناء على العمر الذي يبدأ بة  ظهور نوبات الصرع. إن نوبات الصرع التي تبدأ في الظهور في مرحلة الطفولة هي عبارة عن مجموعة معقدة من الأمراض مع وجود اختلافات في أسباب حدوثها وطبيعتها.  ذلك وبالإضافة إلى أن بعض الأشخاص المصابون بنوبات الصرع ليس لديهم مشاكل عصبية واضحة أو اضطرابات بالتمثيل الغذائي. وقد يكون الصرع مصاحب بأنواع عديدة من الأعاقة الذهنية، التوحد، المشاكل العقلية وصعوبة في الحركة. بل والبعض الأخر يعانون من أمراض التمثيل الغذائي الموروثة، تشوهات الكروموسومات، بعض الأعراض الخاصة بالعين، الجلد والجهاز العصبي وتشوهات في تكوين الطبقة القشرية بالعين. يمكن تصنيف بعض من هذه النوبات إلى متلازمات الصرع المتعارف عليها. بالأضافة إلى ذلك، يوجد العديد من المتلازمات السريرية التي تكون عرضة بنسبة أكبر لحدوث الصرع وليس الصرع جزء منها. وعلى سبيل المثال بين 1 الي 10% من الأشخاص الذين يعانون من متلازمة داون و90% من الذين يعانون من متلازمة انجلمان يصابون بنوبات الصرع.  بشكل عام، يعتقد إن علم الوراثة على ارتباط كبير بحدوث نوبات الصرع عن طريق العديد من الآليات. كما إن طرق الوراثة البسيطة والمعقدة على صلة بالنوبات. على الرغم من ذلك، فقد فشلت الأبحاث الدقيقة في التعرف على وحدة وراثية واحدة ذات تأثير واضح في ظهور نوبات الصرع. في حالة نوبات الصرع المصاحبة للاعتلال الدماغي فإن الطفرات الجديدة تعتبر طريقة هامة لحدوثها. إن الطفرات الجديدة تعني أن الطفل هو الشخص الذي يعاني من المرض على عكس الآباء .تحدث الطفرات الجديدة على مستوى الحيوانات المنوية أو في مرحلة مبكرة من تكوين الجنين، ففي متلازمة دارفيت تم الكشف عن وحدة وراثية واحدة مصابة.
قد أصبح من الصعب مطابقة المتلازمات التي يصعب التعرف على أسبابها بوضوح مع التصنيفات الحالية لنوبات الصرع. كما أن التصنيفات مجهولة السبب التي تتبع تقسيمة 2011 لنوبات الصرع تحتوي على متلازمات ذات سبب جيني وتم التعرف على ذلك عن طريق الملامح السريرية أو العمر الذي بدأ فيه ظهور النوبات. إن بعض المتلازمات التي تحدث في الطفولة تم وضعها ضمن التصنيفات مجهولة السبب مثل متلازمة رولاند الحميد. البعض الأخر تم ضمه إلى التصنيفات المصحوبة بأعراض على الرغم من وجود سبب جيني مثل متلازمة لينوس جاستاوت. وفي النهاية قد تختلف تصنيفات نوبات الصرع ومتلازمات الصرع نتيجة لتطور الأبحاث العلمية. صُنفت المتلازمات السريرية التي لا يعد الصرع السمة الرئيسية من أعراضها (مثل متلازمة أنجلمان)، ولكن قيل إنها تضمنته ضمن فئة مجهول السبب. سيتغير تصنيف الصرع وخاصة متلازمات الصرع مع التقدم في البحث.